# Pygmaeocereus
Pygmaeocereus ist eine Pflanzengattung aus der Familie der Kakteengewächse (Cactaceae). Der botanische Name der Gattung leitet sich vom griechischen Adjektiv „πυγμαίος“ (pygmaeos) für zwergig ab und bedeutet Zwergiger Cereus.

## Beschreibung
Die kleinen, einzelnen bis polsterbildenden Arten der Gattung Pygmaeocereus besitzen für gewöhnlich fleischige Wurzeln. Ihre grünen, kugelförmigen Triebe erreichen Durchmesser von 1 bis 5 Zentimeter. Die 8 bis 15 Rippen bilden oft Warzen. Die Areolen sind rund bis länglich und wollig. Aus ihnen entspringen mehrere, oft strahlende Dornen von bis zu 5 Millimeter Länge, die für gewöhnlich als Mittel- und Randdornen ausgeprägt sind.
Die breit trichterförmigen Blüten sind weiß, werden bei einem Durchmesser von bis zu 6 Zentimetern bis 8 Zentimeter lang und öffnen sich in der Nacht. Ihre Blütenröhre ist lang und schlank.
Die fleischigen Früchte sind kugelförmig bis birnenförmig und reißen längs auf oder trocknen als Ganzes ein. Sie enthalten beutelförmige, matt braunschwarze Samen.

## Systematik und Verbreitung
Die Arten der Gattung Pygmaeocereus sind in Peru verbreitet.
Die Erstbeschreibung der Gattung wurde 1957 von Joseph Harry Johnson und Curt Backeberg vorgenommen. Die Typusart ist Pygmaeocereus bylesianus.

### Systematik nach N.Korotkova et al. (2021)
Die Gattung umfasst folgenden Arten:
- Pygmaeocereus bieblii Diers
  - Pygmaeocereus bieblii subsp. bieblii
  - Pygmaeocereus bieblii subsp. kuehhasii (Diers) Ostolaza[3][4]
- Pygmaeocereus bylesianus Andreae & Backeb.

### Systematik nach Anderson/Eggli (2005)
Die Gattung umfasst folgenden Arten:
- Pygmaeocereus bieblii Diers
- Pygmaeocereus bylesianus Andreae & Backeb.
- Pygmaeocereus familiaris F.Ritter = Pygmaeocereus bylesianus Andreae & Backeb.

## Nachweise